# Max Westram
Max Westram (zm. 20 stycznia 1922) – nadburmistrz Raciborza w latach 1920–1922.
Max Westram w latach 1894–1901 pracował jako urzędnik w raciborskim Urzędzie Stanu Cywilnego. Następnie był zastępcą nadburmistrza z tytułem burmistrza Raciborza. W listopadzie 1920 roku został nadburmistrzem Raciborza. Stanowisko to piastował przez 14 miesięcy, do jego nagłej śmierci w 1922 roku. Podczas jego urzędowania w Raciborzu ze względu na zbliżający się plebiscyt stacjonowały wojska włoskie.
Max Westram i Lüthge, syndyk ziemstwa stali się ofiarami Krzysztofka, raciborskiego kpiarza. W czasie pobytu wojsk włoskich w mieście doniesiono jego dowódcy, majorowi Invrea o planach wysadzenia mostu zamkowego. W związku z tym major polecił wziąć nadburmistrza Westrama i syndyka Lüthge jako zakładników, a na miasto została nałożona kontrybucja w wysokości 100 000 franków francuskich. Zostali oni zwolnieni, kiedy rankiem Krzysztofek pojawił się na moście polewając go wodą z konewki. We wszystkim chodziło o wieloznaczność niemieckiego słowa sprengen, które oznacza zarówno polewać jak i wysadzać.